# Fajac-en-Val
 Fajac-en-Val  es una población y comuna francesa, en la región de Languedoc-Rosellón, departamento de Aude, en el distrito de Carcasona y cantón de Lagrasse.

## Demografía
| 35 | 32 | 26 | 33 | 32 | 30 |
| Para los censos de 1962 a 1999 la población legal corresponde a la población sin duplicidades (Fuente: INSEE [Consultar]) |    |    |    |    |    |